# Taybeh
Taybeh (en árabe: الطيبة‎), castellanizado en ocasiones como Taibe, es un pueblo palestino en Cisjordania, a 15 km al noreste de Jerusalén y a 12 km de Ramala, en la Gobernación de Ramala y al-Bireh, a 850 m s. n. m. Según la Oficina Central de Estadísticas de Palestina, Taybeh tenía una población aproximada de 1 508 habitantes a mediados de 2023.  Es la única comunidad íntegramente cristiana de toda Israel y Palestina.

## Etimología
A Taybeh se la ha relacionado con Efraín, lugar mencionado en la Biblia (Libro de Josué, cap. 18, v. 23) como una ciudad de la tribu de Benjamín. Sin embargo, la palabra Efraín es similar en términos sonoros a afrit (en árabe: عفريت‎), que significa «demonio» en árabe. Bajo el mandato del sultán Saladino, la ciudad fue rebautizada como «Taybeh».
Según la tradición local, Saladino recibió a una delegación de habitantes de Efraín durante sus guerras contra los cruzados. Impresionado por la generosidad y hospitalidad de los lugareños, bautizó el pueblo como Taybeh, «el agradable» en árabe. Otra versión de la historia dice que, encantado por su bondad y la belleza de sus caras, ordenó que el pueblo fuese rebautizado como Tayyibat al-Isem («hermoso de nombre») en lugar de Afra, que sonabaa«lleno de polvo».

## Taybeh en Nuevo Testamento

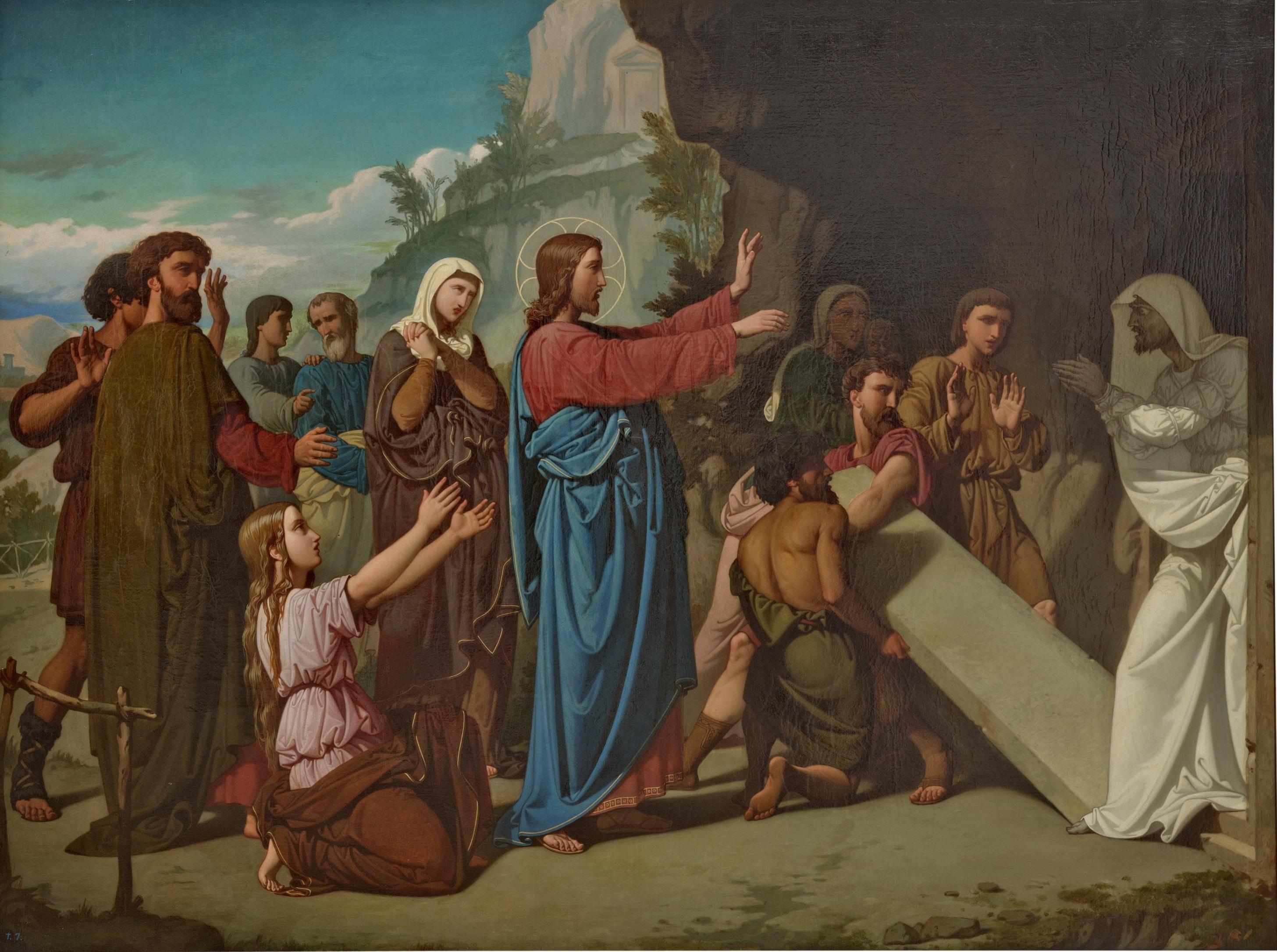
La resurrección de Lázaro

Según la Biblia, tras la resurrección de Lázaro, Jesús se retiró con sus discípulos a Efraín. Juan dice «Así que desde aquel día —los fariseos— acordaron matarle. Por tanto, Jesús ya no andaba abiertamente entre los judíos, sino que se alejó de allí a la región contigua al desierto, a una ciudad llamada Efraín; y se quedó allí con sus discípulos» (Evangelio de Juan, cap. 11, vv. 53-54). Esto sucedió durante los primeros días de Nisán, quizá en torno al año 30.
Jesús se retiró en un cerro pedregoso qué estaba situado a 8 km de Taybeh en dirección a Jordania para así fortalecer su espíritu, rezar, ayunar y exponerse a la tentación. Por ese motivo, a este cerro pedregoso se le conoce como Carantal, que deriva del latín Quarenta (‘cuarenta’), que alude a los cuarenta días que Jesús ayunó.[cita requerida] Según el evangelista, Taybeh-Efraín es el lugar solitario donde Jesús encontró la tranquilidad diáfana para prepararse a sí mismo y a sus discípulos para el gran sacrificio.[cita requerida]

## Historia

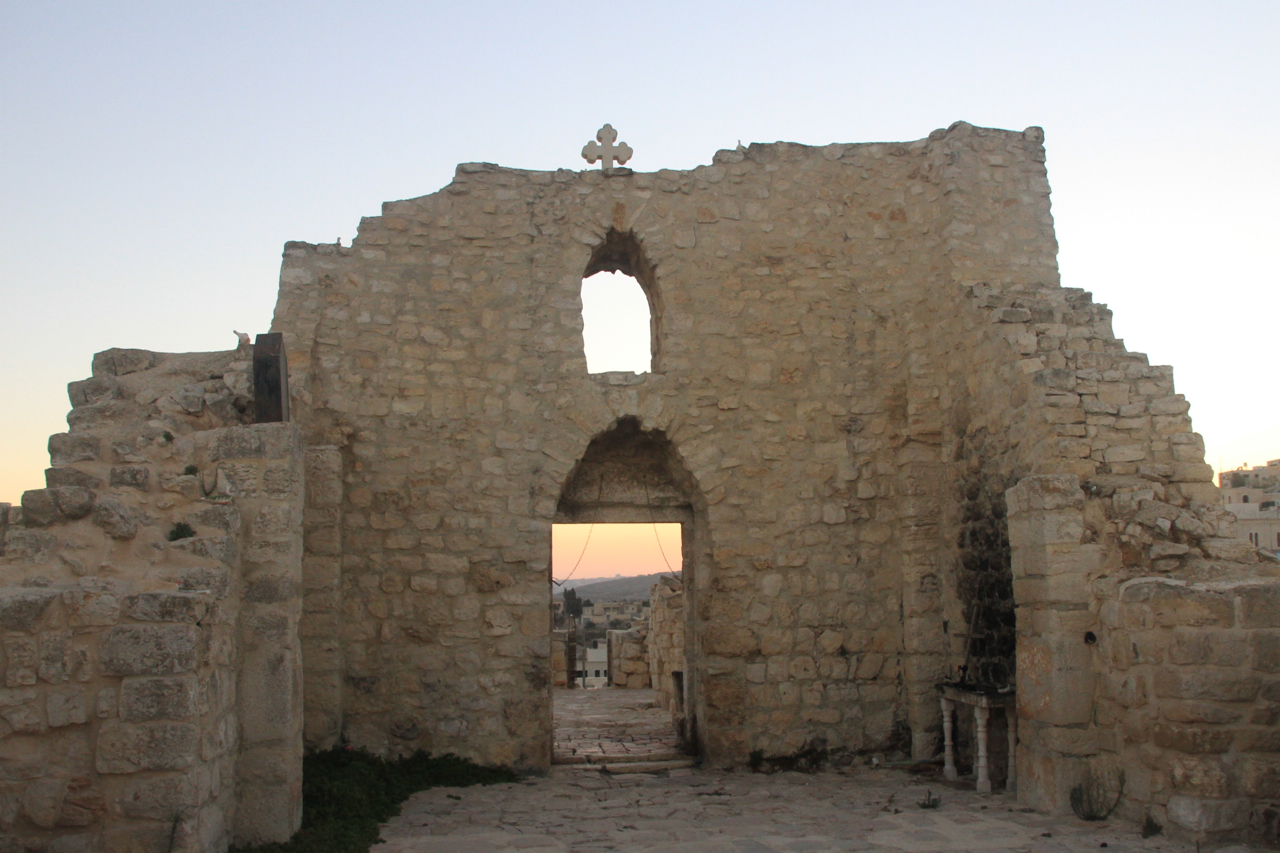
Ruinas de la Iglesia de San Jorge

En el siglo V se construyó una iglesia al este de la ciudad conocida hoy en día como la iglesia de San Jorge. En el siglo XII los cruzados construyeron otra iglesia adyacente a la primera.
Los cruzados fortificaron Taybeh mediante un castillo. En febrero de 1182, Joscelino III de Edesa concedió el castillo al rey Balduino IV de Jerusalén junto con varias propiedades más a cambio del señorío de Mi'ilya.
En 1185, el rey Balduino V de Jerusalén concedió el castillo a su abuelo Guillermo V, marqués de Montferrato.
Sin embargo, Taybeh cayó en manos de Saladino en 1187 tras la batalla de los Cuernos de Hattin. Imad al-Din la describió como una fortaleza cruzada tomada por Saladino, mientras que Yaqut al-Hamawi lo describió, bajo el nombre de 'Afra, como «una fortaleza en la provincia de Palestina, cerca de Jerusalén».

### Época otomana
En 1596, aparecía en los registros de impuestos otomanos con el nombre de Tayyibat al-Isem, formando parte de la nahiya (subdistrito) de Quds, en el liwa (distrito) de Quds. Tenía una población de 63 hogares musulmanes y 23 familias cristianas, y pagaba impuestos sobre trigo, cebada, viñedos y árboles frutales, cabras o colmenas.
Aproximadamente en las décadas de 1810 o 1820 tuvo lugar una gran batalla en el pueblo entre facciones rivales de los "Kais" y los "Yamani". A la conclusión de la batalla, la facción "Yamani", dirigida por el jeque de Abu Ghosh, consiguió recuperar Taybeh para la facción de los "Kais". Cuando Edward Robinson la visitó en 1838,descubrió que en ella vivían 75 habitantes susceptibles de pagar impuestos, lo que indicaba una población de aproximadamente 300 o 400 personas.
El explorador francés Victor Guérin visitó el pueblo en 1863, describiendo Thayebeh como una localidad con unos 800 aldeanos, 60 de ellos católicos y el resto greco-ortodoxos. También dejó constancia de los restos de un gran edificio en la cima de una colina. Una lista otomana de pueblos de alrededor de 1870 representaba a Taybeh como una ciudad cristiana con 87 casas y una población de 283 habitantes, aunque el recuento de población solamente incluía a hombres.
En 1882, la Fundación para la Exploración de Palestina describió Taiyibeh en su Estudio sobre Palestina Occidental como una "gran aldea cristiana en una posición sobresaliente, con casas de piedra bien construidas. Una torre central se alza en la cima del cerro; por todos lados hay olivos e higueras en las tierras bajas. La visión es excelente en cualquier dirección. Las ruinas de una iglesia de San Jorge se encuentran cerca, y hay restos de un castillo en ruinas en el pueblo. Los habitantes son greco-ortodoxos cristianos."
Charles de Foucauld (1853–1916), un explorador y hermitaño francés, pasó a través de Taybeh en enero de 1889 y volvió en 1898.

### Mandato Británico de Palestina
En el censo de Palestina de 1922, llevado a cabo por las autoridades del Mandato Británico de Palestina, Al Taibeh tenía una población de 954 cristianos, de los que 663 eran ortodoxos, 249 católicos latinos, 60 católicos greco-melquitas y 2 anglicanos. Además, también vivían en ella 7 musulmanes.
En 1927 se construyó una iglesia ortodoxa griega sobre una antigua iglesia bizantina, incorporando cuidadosamente elementos arquitectónicos como columnas, dinteles, capiteles, dos fuentes y un mosaico fragmentado con una inscription en griego.
Para cuando se realizó el censo de 1931, Taybeh tenía una población de 1038 cristianos y 87 musulmanes, que viven en un total de 262 casas.
La población siguió creciendo y en el censo de 1945 vivían en Taybeh 1.330 personas (1.180 cristianos y 150 musulmanes), mientras que la superficie total del municipio era de 20.231 dunams (20,231 kilómetros cuadrados), según una encuesta oficial de tierra y población. De estas, 5.287 dunams era para plantaciones y tierra regable, 5.748 para cereales y 80 dunams eran consideradas terrenos urbanos.

### Ocupación Jordana
La resolución 181 de la Asamblea General de las Naciones Unidas, también conocida como el Plan de Partición de Palestina, dividió el Mandato Británico de Palestina en dos estados, uno judío y otro árabe, quedando Taybeh emplazada en este último. Poco después estalló la guerra árabe-israelí de 1948, a cuya conclusión quedó la ciudad, junto con toda Cisjordania, bajo un régimen de ocupación jordana, 

### Ocupación Israelí

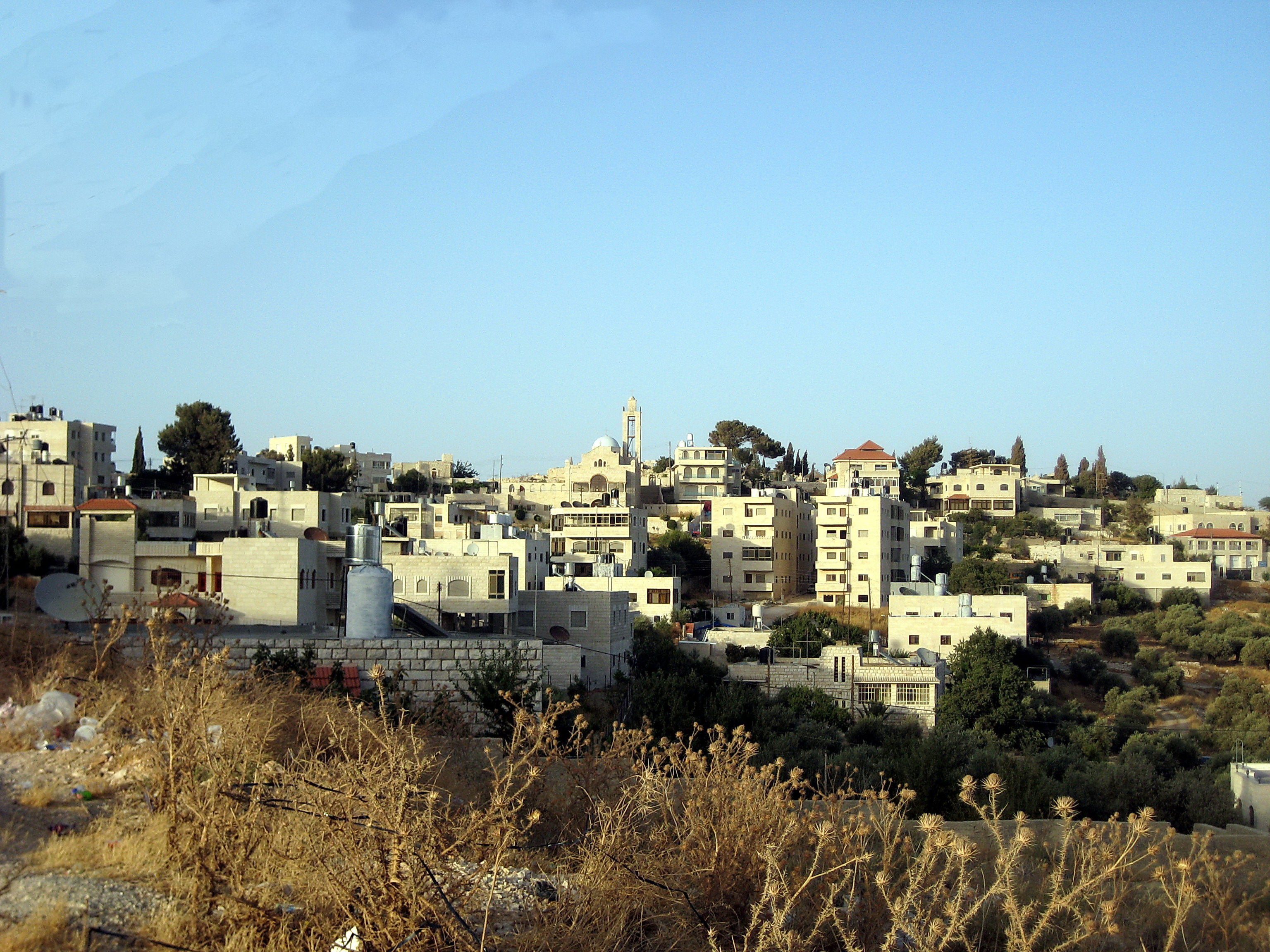
Vista de Taybeh

Tras la guerra de los Seis Días de 1967, Israel ocupó militarmente toda Cisjordania, incluida Taybeh, situación que permanece en la actualidad. Numerosas resoluciones de las Naciones Unidas, como la resolución 242, han instado a Israel a retirarse a las fronteras anteriores a 1967 reafirmando "la inadmisibilidad de la adquisición de territorio por la fuerza", como aparece en la resolución 2334.
En 1986, la Orden del Santo Sepulcro de Jerusalén financió la creación en la ciudad el Centro para Peregrinos Charles de Foucauld.
En septiembre de 2005, cientos de hombres musulmanes de Deir Jarir incendiaron casas en Taybeh en respuesta a la supuesta relación amorosa entre una mujer musulmana de 30 años de Deir Jarir con un cristiano de Taybeh. Cuando los habitantes de Taybeh llamaron a las autoridades para solicitar su intervención, los israelíes fueron los primeros en llegar, pero simplemente miraron y se negaron a actuar. Los policías palestinos que llegaban desde Ramala fueron retenidos en un control de seguridad israelí durante tres horas, y solo las constantes llamadas del consulado de Estados Unidos en Jerusalén consiguieron que se les permitiera continuar su camino. A pesar del incidente, los pueblos vecinos siguen teniendo una relación sana y natural, y sus habitantes comentan que "la gente de Taybeh y la gente de Deir Jarir son una sola familia".
El 19 de abril de 2013, un grupo de colonos israelíes tomó por la fuerza el monasterio de Taybeh y una capilla adyacente, izando una bandera israelí en el primero. Jóvenes de Taybeh y de los pueblos circundantes de Deir Jreir, Ramun, Silwad, Kafr Malik y Ein Yabrud consiguieron expulsar a los colonos. Los palestinos de esta zona suelen manifestarse regularmente en las tierras del monasterio, y los palestinos musulmanes organizan su oración de los viernes en dicho terreno para protegerlo de posibles intentos israelíes de expropiarlo.
En julio de 2025, las autoridades religiosas ortodoxas, latinas y melquitas de la localidad condenaron las crecientes agresiones y acoso de los colonos israelíes, que días antes habían iniciado un incendio junto al yacimiento arqueológico donde se encuentran los restos de la iglesia de San Jorge, del siglo V. Denunciaron así mismo que se han establecido nuevos puestos de avanzada al este de la localidad cuyos colonos pasean su ganado por los campos de cultivo de la localidad a diario, dañando seriamente los olivos. A finales del mes, los colonos israelíes volvieron a atacar la localidad, quemando coches y escribiendo mensajes amenazantes en las paredes.

## Economía

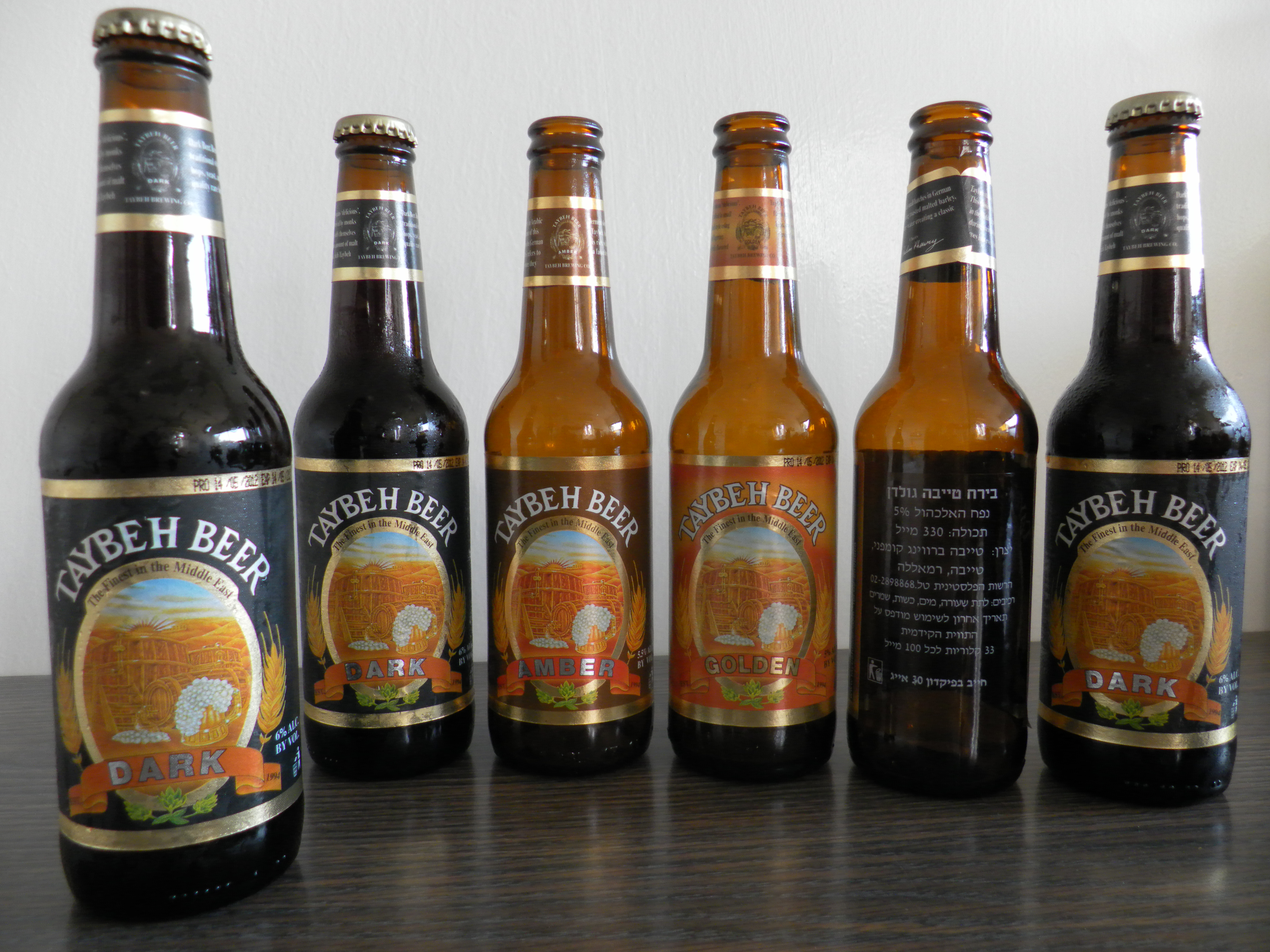
Cerveza de Taybeh

La fábrica de cerveza de Taybeh es una de las pocas que existen en Palestina. La compañía de cerveza de Taybeh ha pasado de producir 500 litros de cerveza en 1995 a 600.000 litros en 2011, la mayoría de ellos vendidos en Cisjordania e Israel. Antes de la Segunda Intifada, la cerveza se vendía en los bares más exclusivos de Israel. Según David Khoury, la cervecería vende 6 millones de litros al año y exporta sus productos a Japón. Los frecuentes cortes de agua decididos por las autoridades israelíes, de hasta 5 días a la semana, suponen un grave problema para la empresa.
En noviembre de 2014, Nadim Khoury, el cofundador de la Taybeh Brewing Company, abrió una nueva línea de vinos de Taybeh comercializados bajo el nombre de "Nadim" (palabra árabe que significa "compañero de bebida") para una variedad de vinos como el Merlot, el Cabernet Sauvignon o el Syrah.

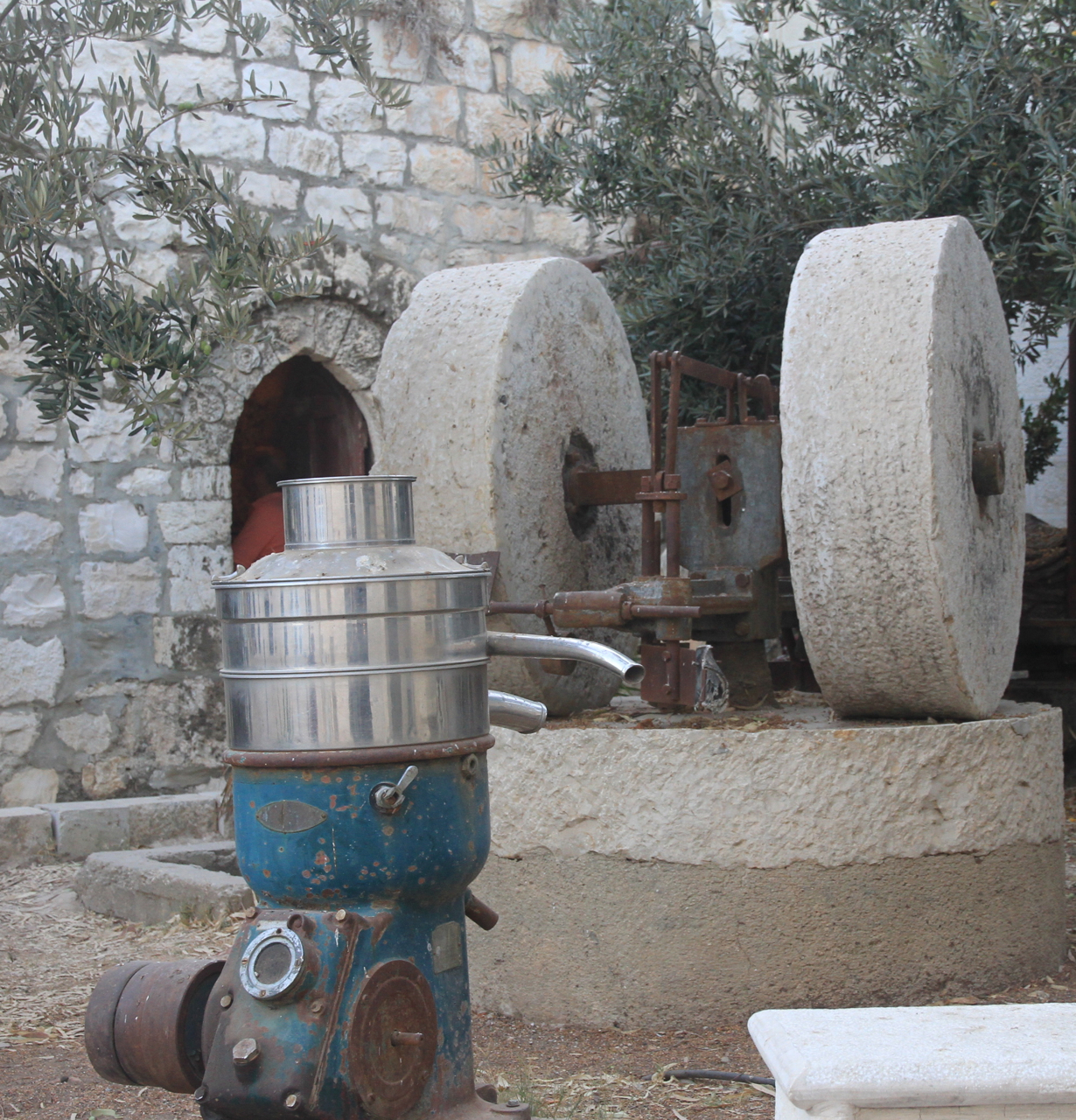
Prensa de oliva en Taybeh

### Turismo
La iglesia Al-Khidr o de San Jorge se encuentra al este de la ciudad y fue construida durante dos periodos distintos, primero en la era bizantina y luego durante las Cruzadas.
Los restos de un castillo cruzado, conocido como el castillo de San Elías, todavía pueden ser visitados en la ciudad.
El museo Al-Khader, financiado con 10.000 € de fondos del consulado francés en Jerusalén, está disponible en la localidad. También se pueden visitar una prensa de oliva y una fábrica de "lámparas de la paz".
En términos de alojamiento, hay un hotel con 70 habitaciones en el centro del pueblo.

### Oktoberfest
Desde 2005, cada año se celebra una Oktoberfest en Taybeh con el objetivo de promover productos locales palestinos y atraer turismo. Durante esta fiesta se organizan competiciones de cerveza y representaciones culturales, musicales y tradicionales, entre otros tipos de actividades, que atraen a unos 16.000 visitantes cada año. Artistas de Brasil, Alemania, Grecia, España, Sri Lanka y Japón han actuado en esta fiesta en los últimos ocho años. El año 2014 fue el único en el que no se celebró, como muestra de duelo por las víctimas de los bombardeos israelíes en Gaza.

### Obras públicas
Una serie de obras públicas han dinamizado la economía de Taybeh en los últimos años. El consulado italiano en Jerusalén financió con 20.500€ la rehabilitación de las escaleras que llevan a la Ciudad Vieja. La oficina postal se remodeló con fondos municipales, estatales y de la Asociación de Amigos de Taybeh en Jordania. La Comisión Europea ha financiado con 3 millones de euros unos 10 kilómetros de alcantarillado y una nueva planta de tratamiento de aguas para Taybeh y la vecina Ramoun. La remodelación de la comisaría local, que está proyectada para los próximos años, está valorada en 2 millones de dólares y financiada por USAid, que también ha colaborado con otros 3 millones de dólares en la mejora de los accesos al pueblo. La Casa Hajal, convertida en una cooperativa para mujeres, se ha remodelado con 159.000€ provenientes de fondos de la Agencia de Desarrollo Internacional sueca y de Riwaq. La Agencia Española para la Cooperación Internacional ha aportado 300.000€ para la remodelación de 70 casas de la Ciudad Vieja. La construcción de aceras ha sido posible gracias a 37.000 dólares aportados por la Misión Pontificia.

La alcaldía juvenil, un proyecto para fomentar liderzgos políticos en el futuro, está financiada por CHF International. que también colaboró con 270.000 dólares en la construcción de un nuevo parque llamado Zamaan. La oficina de Dinamarca en Ramala ha contribuido con un nuevo camión de la basura valorado en 100.000 dólares. 

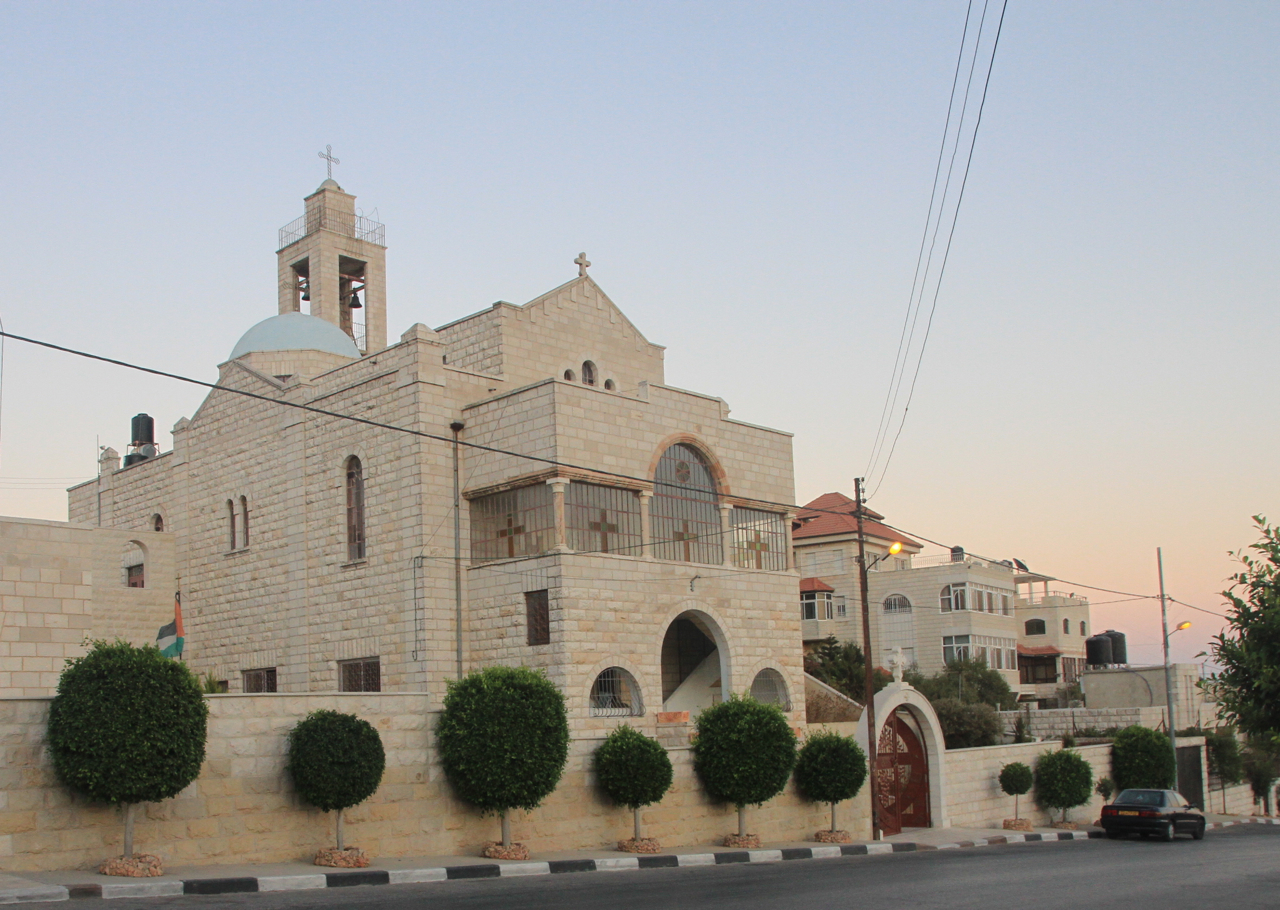
Iglesia de Taybeh, 2010

## Instituciones educativas y religiosas
La Escuela Patriarcal Ortodoxa da servicio a 270 estudiantes, y la Escuela católica (Latina) atiende a unos 400.
Las distintas denominaciones cristianas de la localidad rezan juntas en Semana Santa y Navidad. La parroquia latina gestiona una escuela, un centro médico, un albergue para peregrinos y una serie programas para la juventud.
La construcción de una nueva guardería y de aulas adicionales para la Escuela Ortodoxa Griega Al-Taybeh terminó en 2012 con una financiación de $750 000 de USAid. Esta escuela, construida hace 130 años, es la más grande de Taybeh. Unos 430 estudiantes de Taybeh y de otros pueblos cercanos acuden a sus clases.

## Gobierno local
El primer alcalde democráticamente electo de Taybeh fue Daoud Canaan Khoury, elegido el 5 de mayo de 2005, copropietario de la cervecería local creada por su hermano. Además del alcalde, el ayuntamiento está compuesto por otros ocho concejalesː Saidi Amin Nasser, como vicealcalde; y Samir Jasser, Tagreed Khourieh, Randa Massis, George Marouf, Farris Mashrqe, Saliba Mansour y Rania Barakat. Su mandato expira en 2012.

## Demografía
Taybeh es un pueblo cristiano con habitantes católicos (latinos y greco-melquitas) y greco-ortodoxos En los años 60 del siglo XX, la población de Taybeh era de 3.400 habitantes. En 2008, Taybeh tuvo una tasa de natalidad muy baja y sus habitantes comenzaron a temer que la población desapareciera por completo. Según su alcalde, la población en 2010 era de 2.300 habitantes, con unos 12.000 antiguos residentes viviendo actualmente en Estados Unidos, Chile y Guatemala.

## Acceso al agua
Pese a estar rodeada de manantiales, Taybeh sufre frecuentes cortes de agua por parte de las autoridades israelíes que llegan a 5 o 6 días por semana. El agua del manantial Ein Selja, el más importante de la zona, se ha derivado a los tres asentamientos israelíes cercanos, por lo que entre mayo y octubre Taybeh solo recibe agua un día a la semana.